# Софронов Георгій Павлович
Софронов Георгій Павлович (2 травня 1893, Серпухов, Московська губернія (нині Московськая область) — 17 березня 1973, Москва) — радянський воєначальник, генерал-лейтенант (04.06.1940). Один з керівників оборони Одеси.
Георгій Павлович Софронов був одним з успішних командирів Червоної армії на початку Великої Вітчизняної війни, проте пізніше через проблеми з серцем, йому довелося піти на штабну роботу, що фактично завершило його кар'єру полководця .

## Сім'я
Батько Павло Степанович Софронов — обхідник на перегоні, мати, Пелагея Іванівна, — сторож. Разом з ними сім'я складалася з дев'яти осіб. Ні батьки, ні дві старші сестри грамоти не знали, старший брат Андрій всього рік навчався в школі.

## Дитинство
Закінчив сільську початкову школу. У 1904 році батько був переведений обхідником на станцію Тарусские Московсько-Курської залізниці, туди ж переїхала сім'я. У 1906 році закінчив двокласне Серпуховское залізничне училище, а потім — Серпуховское міське училище . Працював писарем у залізничного майстра, ремонтником, з 1912 року — рахівником в Серпуховской міській управі .
З 1910 року перебував в марксистських гуртках. Стаж членства в РСДРП (б) (КПРС) — з 1912 року.

## Освіта
- Серпуховское двокласне залізничне училище (1906)
- 3-тя Московська школа прапорщиків (1915),
- 2 курсу Військової академії РСЧА (навчався в 1918—1920 роках, присвоєні права закінчив академію в 1924),
- курси удосконалення вищого начальницького складу при Військовій академії РСЧА (1924),
- оперативний факультет Військової академії РСЧА імені М. В. Фрунзе (1935).

## Перша світова війна
Восени 1914 року покликаний в Російську імператорську армію, направлений в Московський запасний полк, потім в 56-й піхотний запасний батальйон. З лютого 1915 року — в діючій армії, рядовий 2-го Сибірського стрілецького полку 1-го Сибірського армійського корпусу, воював на Західному фронті. У липні 1915 року направлений на навчання, в листопаді 1915 роки закінчив 3-ю Московську школу прапорщиків. З початку 1916 року — знову на фронті, молодший офіцер роти 458-го Сужанського піхотного полку в 6-ї армії на Румунському фронті, потім командир взводу в навчальній команді полку. Був поранений. Військове звання — прапорщик.

## Революція і Громадянська війна
Активний учасник революційних подій 1917 року на Румунському фронті. Навесні 1917 року був обраний головою ротного комітету і товаришем голови полкового солдатського комітету. Незабаром обраний солдатами головою полкового солдатського комітету. Коли частини фронту були роззброєні румунськими військами, на чолі червоногвардійського загону дістався до Одеси і взяв участь в більшовицькому повстанні в Одесі 15-18 січня 1918 року, в результаті якого в місті була встановлена Радянська влада.
У січні-лютому 1918 року — член президії армійського комітету 6-ї армії, брав участь у бойових діях проти румунських військ в Бессарабії. У березні 1918 року евакуйований з міста в зв'язку з наближенням німецько-австрійських інтервентів. Добрався до Москви, брав участь у роботі 4-го з'їзду Рад.
З квітня 1918 року — в Червоній Армії. Був направлений на Східний фронт: старший ад'ютант штабу Північно-Урало-Сибірського фронту, начальник оперативного відділу штабу цього фронту, начальник гарнізону Єкатеринбурга, з липня 1918 — начальник оперативного відділу штабу 3-ї армії, виконувач посаду начальника штабу армії, комісар штабу армії. Учасник боротьби з повсталими частинами чехословацького корпусу. Причетний до розстрілу Миколи II і членів його сім'ї .
З жовтня 1918 року — на навчанні в Академії Генерального штабу РСЧА, одночасно заступник голови партійного бюро академії. Після закінчення першого курсу академії в квітні 1919 року знову направлений на Східний фронт, де воював проти військ адмірала А. В. Колчака. Призначено начальником штабу Вятського укріпрайону (комендантом укріпрайону був В. К. Блюхер), потім командир 256-го стрілецького полку. Відзначився при взятті міста Глазова і форсуванні Ками, виконавши на чолі полку зухвалий рейд у тил противника, зайнявши важливі станції і захопивши великі трофеї.
У серпні 1919 року переведений в 7-у армію, де призначений начальником штабу 2-ї стрілецької бригади 2-ї стрілецької дивізії, потім — командиром 2-ї стрілецької бригади там же. Учасник оборони Петрограда від військ генерала Н. Н. Юденича. Наприкінці 1919 року повернуто в Академію для продовження освіти.
З літа 1920 року — для доручень в штабі 1-й Революційної Трудовий армії (Урал), потім — заступник Єкатеринбурзького військового комісара, командир особливої бригади ЧОП і голова армійського комітету по боротьбі з дезертирством . З січня 1921 року — помічник начальника штабу Донецької Трудової армії, учасник бойових дій проти махновців і різних банд в Донбасі .

## У міжвоєнний період
- з осені 1921 — комендант Архангельського укріпрайону, одночасно Архангельський губернський військовий комісар і командир 52-ї окремої стрілецької бригади;
- командир (з липня 1922) і воєнком (з грудня 1922) 17-ї стрілецької дивізії (Рязань, потім — Нижній Новгород);
- командир і воєнком 12-го стрілецького корпусу (з грудня 1930);
- командир і воєнком 18-го стрілецького корпусу (з грудня 1930);
- командир і воєнком 16-го стрілецького корпусу (з березня 1931) в Білоруському військовому окрузі (Могильов);
- помічник командувача військами Приволзького військового округу по матеріальному забезпеченню (з лютого 1932);
- в розпорядженні Наркомата оборони СРСР (з 1935);
- командир 17-го стрілецького корпусу (з червня 1937);
- командувач військами і член військової ради Уральського військового округу (з серпня 1937);
- в розпорядженні Управління по командному і начальницькому складу РККА (з липня 1938);
- обіймав посаду начальника (з квітня 1939) Управління вищих військово-навчальних закладів Червоної Армії;
- начальник (з липня 1940) Управління вищих військово-навчальних закладів Червоної Армії;
- перший заступник командувача прибалтійським Особливим військовим округом (з січня 1941).

## Німецько-радянська війна
- Учасник німецько-радянської війни з 22 червня 1941 року. До початку німецького вторгнення велика частина Прибалтійського Особливого військового округу була перетворена в Північно-Західний фронт, і по 1 липня 1941 року Г. П. Софронов був командувачем військами Прибалтійського Особливого військового округу (воєнного часу). У важких умовах початку війни йому доводилося на цій посаді розв'язувати питання переміщення військ округу, евакуації військових училищ, установ округу і інші питання.
- З 26 липня Г. П. Софронов — командувач Приморською армією Південного фронту (з 19 серпня — Окремої Приморської армії), яка брала участь у героїчній обороні Одеси . Після запеклих боїв на річці Дністер війська армії відійшли до Одеси і на його далеких підступах організували міцну оборону на лінії Олександрівка, Буялик, Бринівка, Біляївка, Кароліно-Бугаз.

Г. П. Софронов вміло керував бойовими діями і всі спроби противника захопити Одесу з ходу провалилися. Ворог, обложили місто, перейшов до планомірного наступу, намагаючись прорвати оборону то на одному, то на іншому ділянці.
- 20 серпня Приморська армія увійшла до новоствореного Одеський оборонний район, підлеглий командувачу Чорноморським флотом . Г. П. Софронов стає заступником командувача оборонним районом по сухопутних військах і вміло організовує взаємодію з флотом і авіацією флоту.
- 22 вересня війська армії завдали комбінованого удару (морський десант в районі Григорівки, повітряний десант в тилу ворога), завдали поразки двом румунським дивізіям і відкинули противника на 5-8 кілометрів.
- На початку жовтня Г. П. Софронов захворів (інфаркт міокарда після отримання звістки про загибель єдиного сина в бою на Західному фронті) і 5 жовтня був вивезений в госпіталь в Севастополь, а потім в Кисловодськ .
- Після лікування з 24 січня по 13 квітня 1942 року Г. П. Софронов полягав у розпорядженні Головного управління кадрів НКО СРСР.
- З квітня 1942 року — помічник командувача військами Західного фронту. По-основному керував бойовою підготовкою військ фронтових резервів, використовував свій бойовий досвід, періодично на окремих ділянках контролював і допомагав у проведенні заходів по організації і проведенню наступальних і оборонних операцій військ фронту і з цією роботою, за висновком генерала армії В. Д. Соколовського, впорався задовільно.
- З травня по вересень 1944 року Г. П. Софронов перебував на лікуванні в госпіталі.
- З вересня 1944 року і до кінця війни — помічник командувача військами 3-го Білоруського фронту по формуваннях. Неодноразово виконував завдання командування фронту по забезпеченню виконання бойових наказів арміями, але через поганий стан здоров'я при виконанні цих завдань не виявляв достатньої енергії та наполегливості.

## Після війни
- заступник командувача військами Барановичського військового округу (з липня 1945),
- старший викладач Вищої військової академії імені К. Є. Ворошилова (з травня 1946),
- начальник кафедри повітряно-десантних військ Вищої військової академії імені К. Є. Ворошилова (з жовтня 1946),
- з 1953 року Г. П. Софронов — в запасі.

Жив в Москві. Похований на Донському кладовищі Москви.

## Військові звання в РККА
- комбриг (26.11.1935)
- комкор (13.08.1937)
- генерал-лейтенант (04.06.1940)

## Нагороди
- орден Леніна ,
- 5 орденів Червоного Прапора
- орден Кутузова 1-го ступеня (19.04.1945)
- орден Суворова 2-го ступеня (28.09.1943)
- медалі.

## Мемуари і твори
- Софронов Г. П. непідвладні часу. — М .: Воениздат, 1976.
- Софронов Г. П. Одеський плацдарм. — В кн .: У чорноморських твердинь Окрема Приморська армія в обороні Одеси і Севастополя. М., 1967,.
- Софронов Г. П. Повітряні десанти у Другій світовій війні. Москва. Воениздат, 1962